# 鬷
鬷夷，即三㚇。鬷一作朡、融，先秦古国。相传为祝融之后，董姓。在今山东省菏泽市定陶区北。
祝融后人飂叔安，有裔子董父。董父事奉帝舜，舜赐姓董，氏曰豢龙，封他到鬷川，鬷夷氏就是董父指后。鬷夷氏被夏朝所灭。前513年，蔡墨曾经对魏献子解释这一情况。《潜夫论·志氏姓》作秃姓。“鬷夷”，实即“鬷川之夷”的省称，郑樵《通志·氏族略》将其归入“以名为氏”之列。